# Franz Ferdinand von Kuenburg
Franz Ferdinand von Kuenburg (ur. 5 lutego 1651 r. w Mossie, koło Gorycji; zm. 7 sierpnia 1731 r.) – austriacki duchowny i dyplomata, biskup lublański w latach 1701–1711, a następnie arcybiskup metropolita praski i prymas Czech od 1711 r.

## Życiorys

### Rodzina i wykształcenie
Jego rodzicami byli: hrabia Johann Friedrich von Kuenburg i Joannina von Cusman(n). Franz Ferdinand studiował w Salzburgu teologię i prawo kanoniczne. W 1670 r. został członkiem kapituły katedralnej w Pasawie oraz Salzburgu, gdzie później otrzymał funkcję scholastyka. 9 kwietnia 1689 r. otrzymał święcenia kapłańskie, a w 1698 r. został proboszczem parafii St. Moritz w gminie Friesach w Karyntii.

### Biskup lublański
Cesarz Leopold I nominował go w 1700 r. ordynariuszem lublańskim. Prowizję papieską na to stanowisko uzyskał 18 lipca 1701 r. Rozpoczął również starania o otrzymanie arcybiskupstwa salzburskiego.
Jako biskup lublański przeprowadził wizytację parafii oraz wiele miejsca poświęcił wykształceniu księży, poprzez utworzenie kolegium jezuickiego w Lublanie. Przeprowadził w 1706 r. synod diecezjalny oraz ujednolicił liturgię na terenie diecezji poprzez wydanie księgi Rituale Labacense ad usum Romanum accomodatum. Ufundował także klasztor urszulanek na górze Schell, które zajęły się edukacją dziewcząt.
Kontynuował rozpoczętą przez jego poprzednika budowę katedry w Lublanie, według projektów Andrea Pozzo. W 1708 roku został austriackim posłem w Portugalii. 

### Arcybiskup praski
Po śmierci w Pradze abpa Jana Josefa Breunera został mianowany 10 kwietnia 1710 r. nowym arcybiskupem metropolitą praskim oraz prymasem Czech. Przebywał wówczas w Lizbonie, towarzysząc arcyksiężnej Marii Annie, królowej Portugalii. Wrócił do Monarchii Habsburskiej w 1711 r., uzyskując 11 maja tego samego roku prowizję papieską. Ingres do katedry św. Wita w Pradze odbył dopiero 14 kwietnia 1714 r. Tak długa zwłoka spowodowana była panującą w Pradze zarazą.
Tak jak poprzednicy starał się ograniczyć wpływy protestantyzmu w Czechach, stosując nieraz środki przymusu. Szczególny nacisk kładł na wychowanie religijne młodzieży. W 1722 r. opublikował nowy katechizm oraz erygował nowe parafie. W 1729 r. miała miejsce kanonizacja Jana Nepomucena. Zmarł w 1731 r.